# Liste von Persönlichkeiten der Stadt Kluczbork
Die folgende Liste enthält Personen, die in der deutschen Stadt (bis 1945) Kreuzburg O.S. und die in der polnischen Stadt (ab 1945) Kluczbork geboren wurden, sowie solche, die zeitweise dort gelebt und gewirkt haben. Die Liste erhebt keinen Anspruch auf Vollständigkeit.

## Ehrenbürger

Eduard Georg von Bethusy-Huc

Die folgenden Personen erhielten zwischen 1848 und 1924 in Kreuzburg die Ehrenbürgerwürde:
- 10. März 1848: Sanitätsrat Kreis-Physikus Dr. Meyer
- 28. Juli und 8. August 1849: Kgl. Kreiswundarzt Franz Carl Perl
- 4. Oktober 1854: Kgl. Kreisgerichtsdirektor Carl Henrici
- 14. Februar 1863: Direktor des Armenhauses Joseph Kirsch
- Januar 1878: Eduard Graf v. Bethusy-Huc
- 3. September 1883: Kommerzienrat Simon Cohn
- 22. und 24. Januar 1895: Kgl. Kanzleirat und Stadtverordneten-Vorsteher Franz Welczek
- 1924: Leiter der Kreuzburger Holzstiftefabrik Wilhelm Georgi

## In Kreuzburg geborene Persönlichkeiten

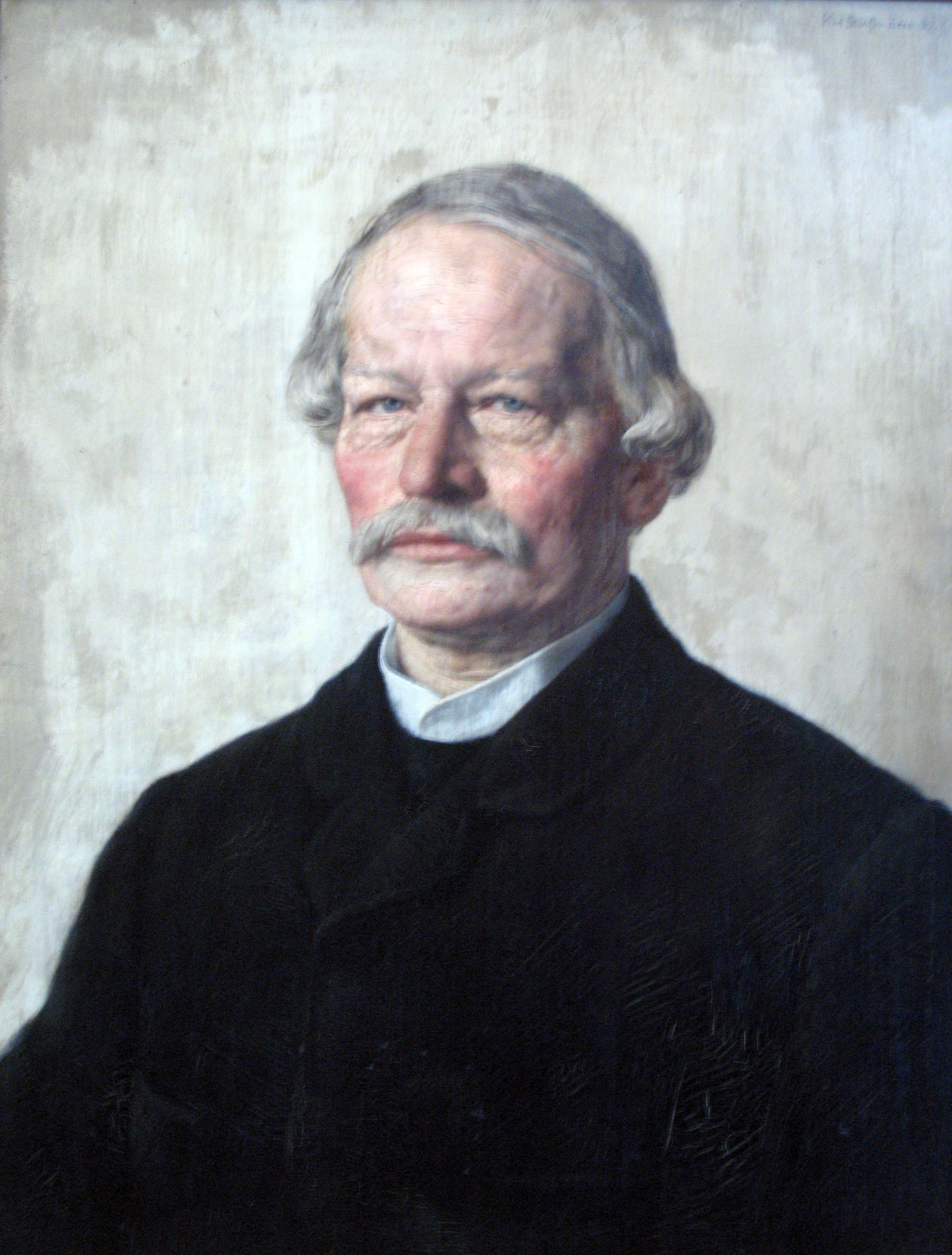
Gustav Freytag

### Bis 1900
- Adam Gdacjusz (1615–1688), polnischer lutheranischer Pfarrer und Schriftsteller
- Samuel Crell (1660–1747), unitarischer Prediger, Theologe und Schriftsteller
- Johann Leopold Bärnklau (1700–1746), Feldmarschall-Lieutenant
- Sylvius von Frankenberg und Proschlitz (1732–1795), preußischer Generalmajor
- Friedrich Christian von Eben und Brunnen (1773–1835), Offizier
- Albert von Schrabisch (1804–1865), preußischer Generalleutnant
- Gustav Freytag (1816–1895), Schriftsteller
- Gustav Türk (1870–1948), deutscher Klassischer Philologe, Klassischer Archäologe, Bibliothekar und Gymnasiallehrer
- Karl Mittelhaus (1877–1946), klassischer Philologe
- Gerhard Menz (1885–1954), Buchhandelsexperte und Ökonom
- Karl Arndt (1886–1949), deutscher Politiker
- Johann Laschütza (1886–1964), Großgrundbesitzer und Sozialdemokrat, Führer des Widerstandes gegen Hitler
- Alfred Thielmann (1892–1988), Offizier, zuletzt General der Pioniere
- Kurt Daluege (1897–1946), nationalsozialistischer Funktionär
- Alfred Kuhnert (1898–1977), Generalmajor im Zweiten Weltkrieg
- Werner Blasius (1899–1945), Politiker der NSDAP
- Gerhard Desczyk (1899–1983), Politiker der Ost-CDU
- Albrecht Bähnisch (1900–1943), preußischer Landrat
- Herbert Scholtissek (1900–1979), von 1951 bis 1967 Richter des Bundesverfassungsgerichts

### 1901 bis 1945
- Walter Wicclair, eigentlich Walter Weinlaub, Pseudonym Walter Wielau (1901–1998), Regisseur, Schauspieler und Theaterproduzent
- Erhard Jung (1902–1945), Geologe
- Rolf Heinecker (1922–2014), Mediziner
- Horst Kusch (1924–1958), deutscher mittellateinischer Philologe
- Hermann Heckmann (1925–2016), deutscher Architekt
- Heinz Piontek (1925–2003), Schriftsteller
- Horst Fuhrmann (1926–2011), Historiker
- Hubert Laschitza (1926–2008), deutscher Jurist und Kommunalpolitiker
- Wolf-Dietrich Großer (1927–2016), bayerischer Politiker (FDP)
- Siegfried Wagner (1930–2000), evangelischer Theologe
- Reinhard Holubek (1931–2016), deutscher Diplomat
- Siegfried Pfaff (1931–2018), deutscher Hörspielautor
- Peter Kupke (1932–2022), Theaterregisseur und -intendant
- Wolfgang Längsfeld (1937–2012), deutscher Filmwissenschaftler
- Reinhard Omir (* 1938), Künstler
- Kurt Stempell (1938–2020), Politiker (CDU)
- Dieter Hägermann (1939–2006), Historiker
- Ulrich Minkus (* 1940), Architekt und Künstler
- Rainer Gneiser (1944–1964), Todesopfer an der Berliner Mauer

### Nach 1945
- Wolfgang April (* 1959), Fußballspieler
- Joanna Gleich (* 1959), Malerin

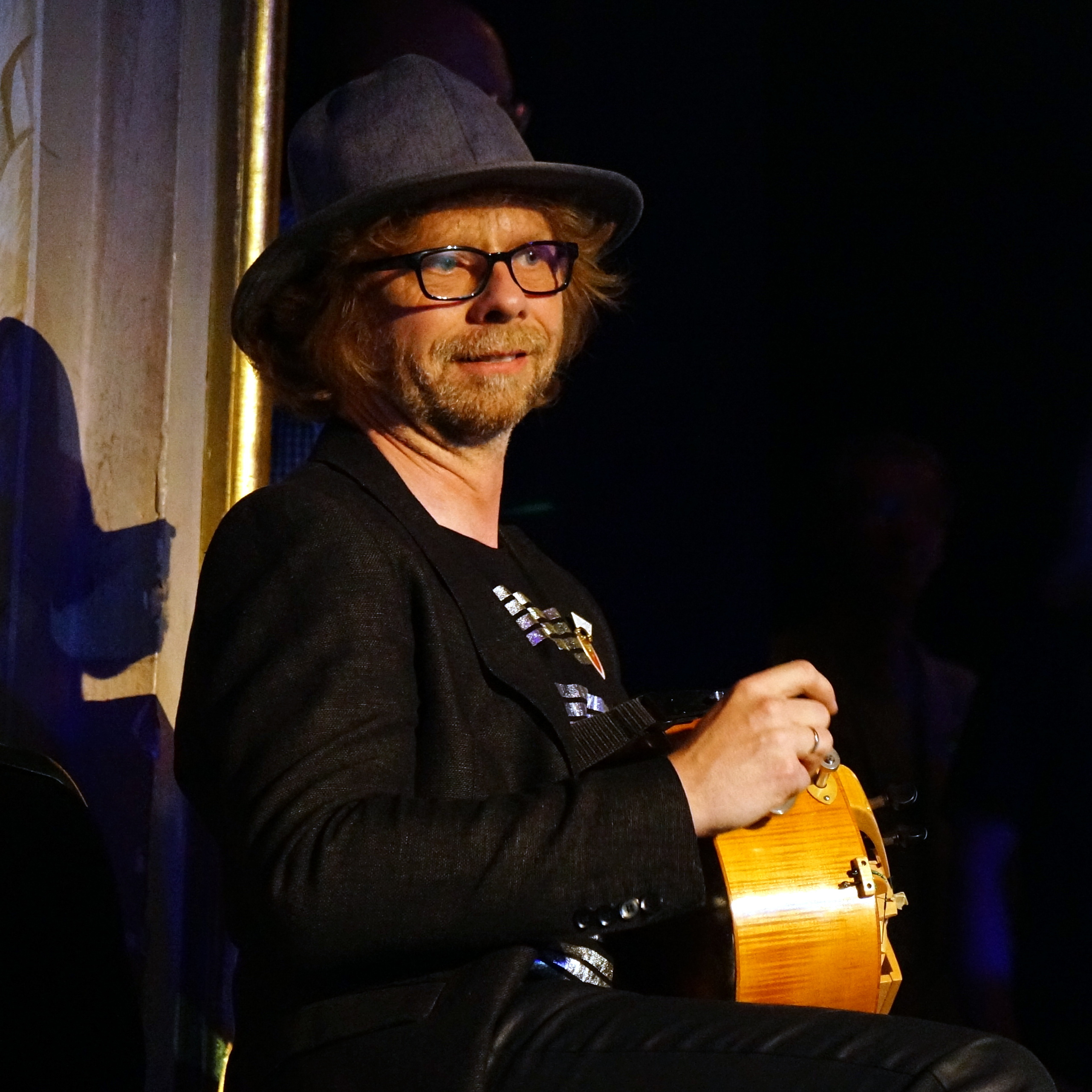
Joachim Mencel

- Andrzej Buła (* 1965), polnischer Politiker
- Joachim Mencel (* 1966), Jazzmusiker
- Jacek Rzeszotnik (* 1967), Germanist
- Arnold Dybek (* 1975), deutscher Fußballspieler und -trainer
- Tomasz Garbowski (* 1979), polnischer Politiker
- Marcel Surowiak (* 1982), Fußballspieler
- Marta Arndt (* 1989), Tänzerin
- Patryk Stosz (* 1994), Radrennfahrer
- Justyna Łysiak (* 1999), polnische Volleyballspielerin

## Weitere mit der Stadt verbundene Persönlichkeiten
- Christopher Crell-Spinowski (1622–1680), unitarischer Theologe, lebte und predigte in Kreuzburg
- Christian Möhring (1695–1773), preußischer Generalmajor, verstarb in Kreuzburg
- Maximilian Sigmund von Pannewitz (1715–1791), preußischer Generalleutnant, verstarb in Kreuzburg
- Hans Christoph von Rosenbusch (1717–1785), preußischer Generalmajor, verstarb in Kreuzburg
- Ferdinand Friedrich von Reichenstein (1723–1794), preußischer Generalmajor, verstarb in Kreuzburg
- Ludwig von Taubadel (1786–1826), preußischer Landrat, Landrat des Kreises Kreuzburg
- Louis Purmann (1812–1894), deutscher Jurist und Politiker, Direktor des Kreuzburger Kreisgerichts
- Friedrich Joachim Günther (1814–1877), deutscher Schullehrer, Seminarleiter und Zeitungsredakteur, Lehrer in Kreuzburg
- Karl Rehdantz (1818–1879), deutscher Gymnasiallehrer, Direktor des Kreuzburger Gymnasiums
- Eduard Georg von Bethusy-Huc (1829–1893), deutscher Großgrundbesitzer und Parlamentarier, Landrat und Ehrenbürger der Stadt
- Richard Wellmann (1830–1910), deutscher Politiker, lebte in Kreuzburg
- Max Clairon d’Haussonville (1836–1899), Abgeordneter des Preußischen Landtags
- Konrad Georg Palm (1849–1880), deutscher Historiker, verstarb in Kreuzburg
- Wilhelm Gemoll (1850–1934), deutscher Gymnasialdirektor und Altphilologe, Direktor des Kreuzburger Gymnasiums
- Alois Gospos (1856–nach 1922), Eisenbahninspektor und Rechnungsrat in Kreuzburg
- Claire Bernhardt (1860–1909), deutsche Schriftstellerin, lebte zeitweise in Kreuzburg
- Johannes Bresler (1866–1942),  deutscher Arzt und Psychiater, Direktor der Provinzial-Heil- und Pflegeanstalt Kreuzburg
- Hermann Pischke (1869–nach 1932), deutscher Pädagoge und Politiker, Lehrer am Lehrerseminar Kreuzburg
- Carl Ulitzka (1873–1953), römisch-katholischer Priester und Politiker, Kaplan in Kreuzburg
- Theodor Bögel (1876–1973), deutscher Klassischer Philologe, Gymnasiallehrer in Kreuzburg
- Matthias Beule (1877–1921), deutscher Bildhauer, verstarb in Kreuzburg
- Werner Krauß (1884–1959), deutsch-österreichischer Schauspieler, besuchte das Lehrerseminar in Kreuzburg
- Albert-Wilhelm Arlt (1892–nach 1926), deutscher Politiker, Mitglied des Kreuzburger Magistrats
- Felix A. Voigt (1892–1962), deutscher Germanist, Direktor des Kreuzburger Gymnasiums
- Johannes Schweter (1901–1985), deutscher Politiker, Kreisleiter der NSDAP in Kreuzburg
- Rudolf Karl Wagner (1904–?), deutscher Landrat, NSDAP-Kreisleiter in Kreuzburg
- Alfred Rieger (1907–1990), Politiker der NSDAP und der FDP[2]
- Hans-Joachim Fränkel (1909–1996), evangelischer Pastor, Pfarrer in Kreuzburg
- Heinrich Albertz (1915–1993), evangelischer Pastor und Politiker, Vikar in Kreuzburg